# Haas VF-16
La Haas VF-16 è la prima monoposto costruita dalla casa automobilistica statunitense Haas F1 Team per partecipare al campionato mondiale di Formula 1, in cui fa il suo debutto nella stagione 2016.
Presentata il 21 febbraio 2016, dopo un primo giro di installazione nello stesso giorno, ha esordito il giorno seguente nei primi test pre-stagionali. Guidata dal pilota francese Romain Grosjean e dal messicano Esteban Gutiérrez, è la prima vettura statunitense in Formula 1 dal 1986.
Il telaio è Dallara mentre Power Unit, trasmissione e sospensioni sono forniti dalla Scuderia Ferrari.

## Nome
Il nome richiama la serie di centri di lavoro verticale CNC prodotta dalla Haas Automation dal 1988, anno di lancio del primo modello "Haas VF-1". La "V" sta per "verticale", standard strutturale per tale tipo di macchine, mentre "F-1" fu aggiunto per riprodurre ufficiosamente le iniziali di "Very First One", vale a dire "il primissimo modello". Più di 25 anni dopo, si decise di ri-utilizzare la nomenclatura di tali macchine utensili per fare da eco alla storia della Haas Automation, fondata dallo stesso proprietario della scuderia, Gene Haas, nel 1983; a "VF-1", per identificare la prima monoposto della Haas F1 Team fu aggiunto il numero 6, per riprodurre anche l'anno di esordio nella massima competizione motoristica.

## Caratteristiche e sviluppo
La monoposto è stata disegnata sotto la guida del capo-progettista Rob Taylor mentre lo sviluppo dei particolari aerodinamici è stato affidato a Ben Agathangelou. La vettura nasce da una stretta collaborazione tecnica con la Scuderia Ferrari e la Dallara. La prima oltre a fornire la power unit e il cambio, ha messo a disposizione la propria galleria del vento e i propri simulatori. Il telaio è della Dallara, in monoscocca di fibra di carbonio e strutture composite.
Così come il nome, anche la livrea, con colorazioni di grigio chiaro, grigio scuro e rosso, richiama il logo e i colori delle macchine utensili della Haas Automation.

## Carriera agonistica

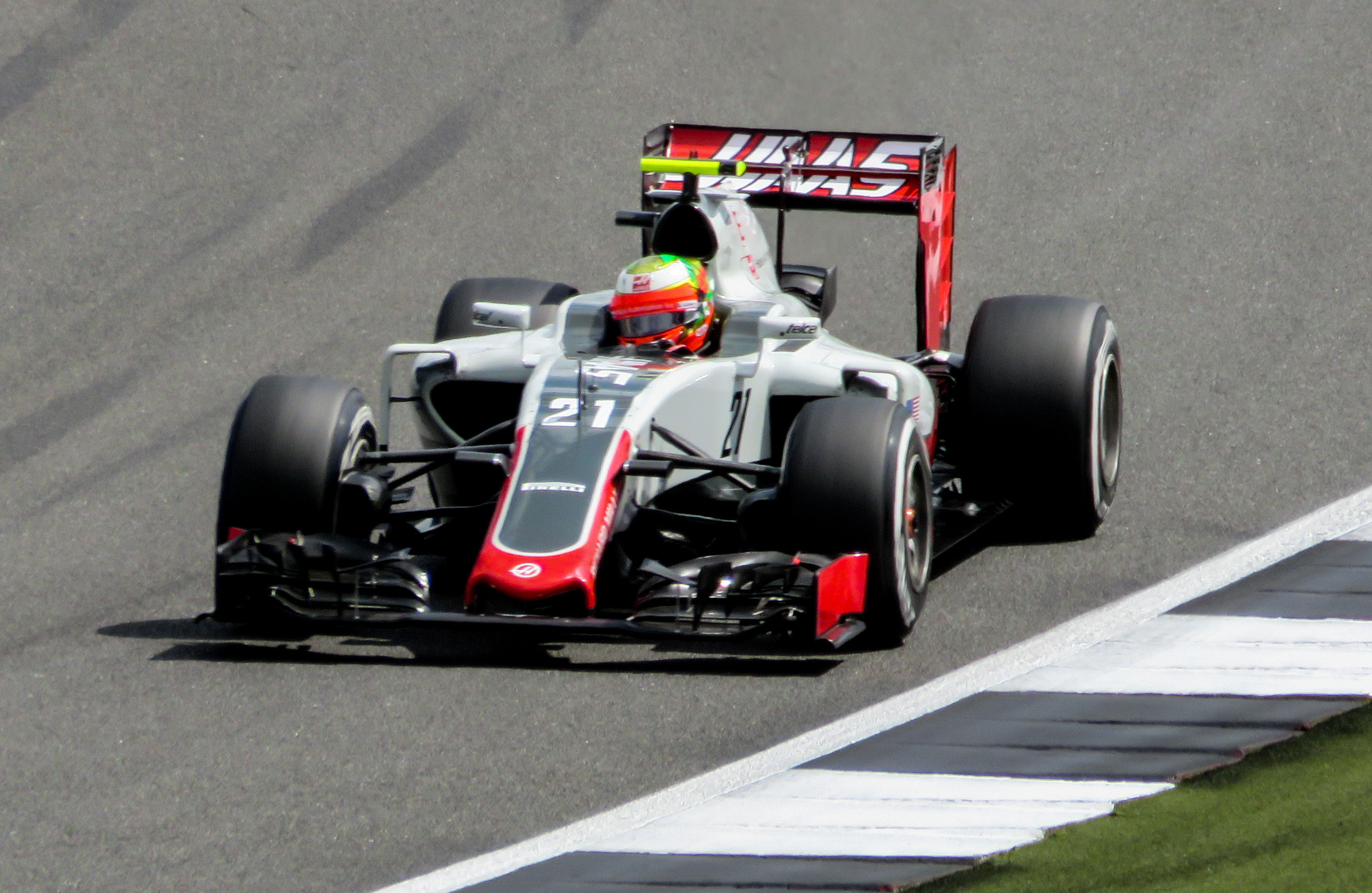
Esteban Gutiérrez a bordo della VF-16.

La Haas comincia bene il Mondiale di Formula 1, con un sesto posto di Grosjean a Melbourne, mentre il compagno di squadra Esteban Gutiérrez è costretto al ritiro per un incidente nelle prime fasi di gara con la McLaren MP4-31 di Fernando Alonso. La VF-16 continua a marcare punti col francese anche nel Gran Premio del Bahrein, mentre il messicano è costretto nuovamente al ritiro. Grosjean continua a portare punti preziosi alla scuderia in Austria e negli Stati Uniti, mentre Gutiérrez non porta mai punti al team americano. La Haas VF-16 termina la stagione d'esordio all'8º posto nei costruttori con 29 punti.

## Risultati in F1
| Anno | Team         | Motore      | Gomme | Piloti    |     |     |    |    |     |    |    |    |    |     |    |    |    |    |    |     |    |     |    |     |    | Punti | Pos. |
| ---- | ------------ | ----------- | ----- | --------- | --- | --- | -- | -- | --- | -- | -- | -- | -- | --- | -- | -- | -- | -- | -- | --- | -- | --- | -- | --- | -- | ----- | ---- |
| 2016 | Haas F1 Team | Ferrari 061 | P     | Grosjean  | 6   | 5   | 19 | 8  | Rit | 13 | 14 | 13 | 7  | Rit | 14 | 13 | 13 | 11 | NP | Rit | 11 | 10  | 20 | NP  | 11 | 29    | 8º   |
| 2016 | Haas F1 Team | Ferrari 061 | P     | Gutiérrez | Rit | Rit | 14 | 17 | 11  | 11 | 13 | 16 | 11 | 16  | 13 | 11 | 12 | 13 | 11 | Rit | 20 | Rit | 19 | Rit | 12 | 29    | 8º   |
| 2016 | Haas F1 Team | Ferrari 061 | P     | Leclerc   |     |     |    |    |     |    |    |    |    | SP  | SP | SP |    |    |    |     |    |     |    | SP  |    | 29    | 8º   |

| Legenda | 1º posto     | 2º posto | 3º posto    | A punti         | Senza punti/Non class.  | Grassetto – Pole position Corsivo – Giro più veloce |
| Legenda | Squalificato | Ritirato | Non partito | Non qualificato | Solo prove/Terzo pilota | Grassetto – Pole position Corsivo – Giro più veloce |